# (8858) Cornus
(8858) Cornus est un astéroïde de la ceinture principale.

## Description
(8858) Cornus est un astéroïde de la ceinture principale. Il fut découvert le 6 août 1991 à La Silla par Eric Walter Elst. Il présente une orbite caractérisée par un demi-grand axe de 2,39 UA, une excentricité de 0,19 et une inclinaison de 2,2° par rapport à l'écliptique.

## Compléments